# The Virtue of Rags
The Virtue of Rags è un cortometraggio muto del 1912 diretto da Theodore Wharton.

## Trama
Il padrone di casa, un uomo burbero e scontroso, licenzia l'incaricato che deve riscuotere gli affitti quando questi non ha il cuore di prendere i soldi a una povera vedova. Il vecchio avaro sogna poi di trovarsi anche lui in una situazione di bisogno. L'esperienza immaginata lo porta a rivedere la sua vita e a riconoscere i suoi errori, indirizzandolo verso un atteggiamento più caritatevole nei confronti del prossimo.

## Produzione
Il film fu prodotto dalla Essanay Film Manufacturing Company.

## Distribuzione
Distribuito dalla General Film Company, il film - un cortometraggio a una bobina - uscì nelle sale cinematografiche statunitensi il 17 dicembre 1912.
Il film viene citato in Moving Picture World (14 dicembre 1912).